# فانوس السقف

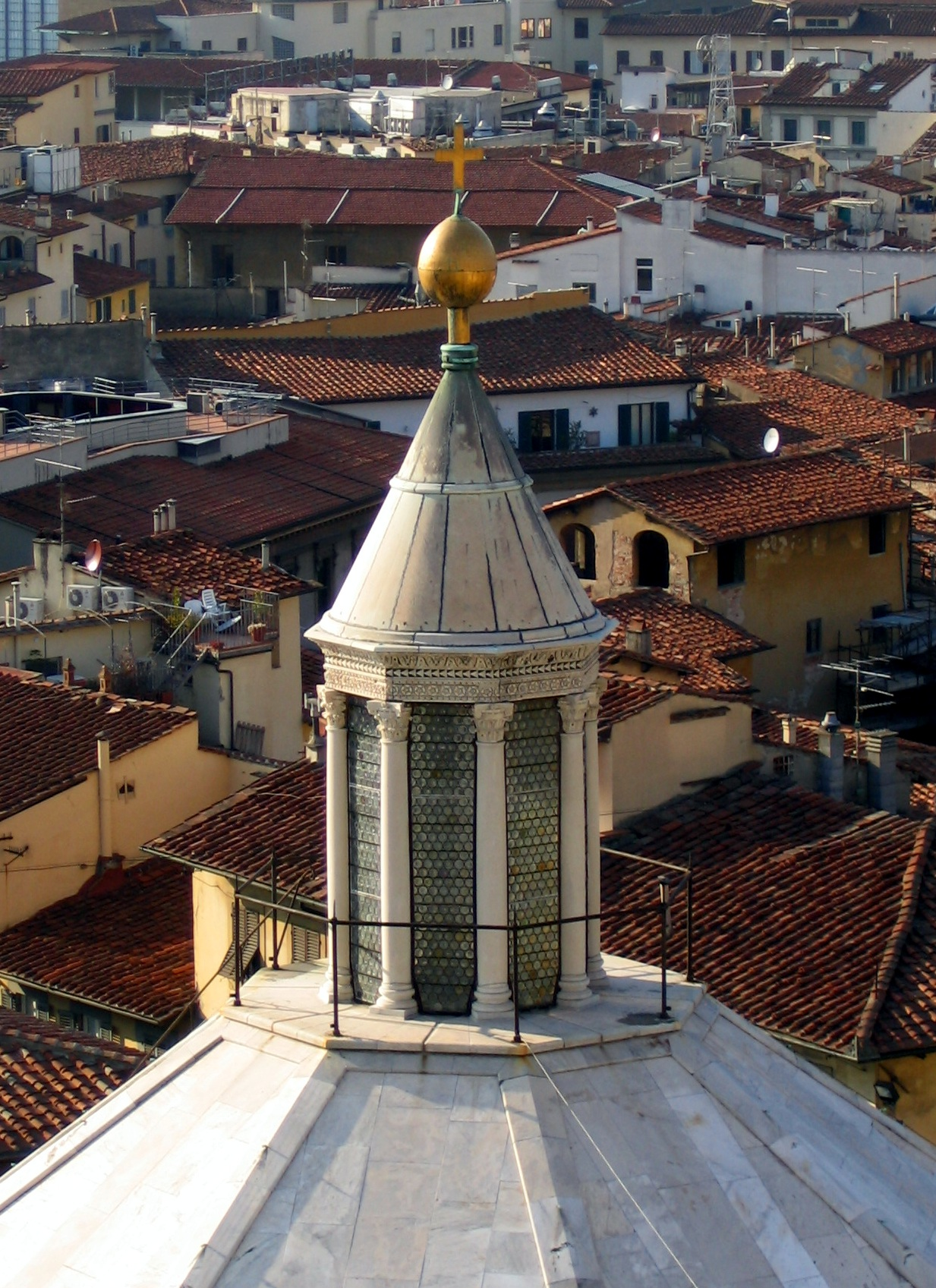
الفانوس فوق قبة معمودية فلورنسا ، يعود تاريخه إلى عام 1150

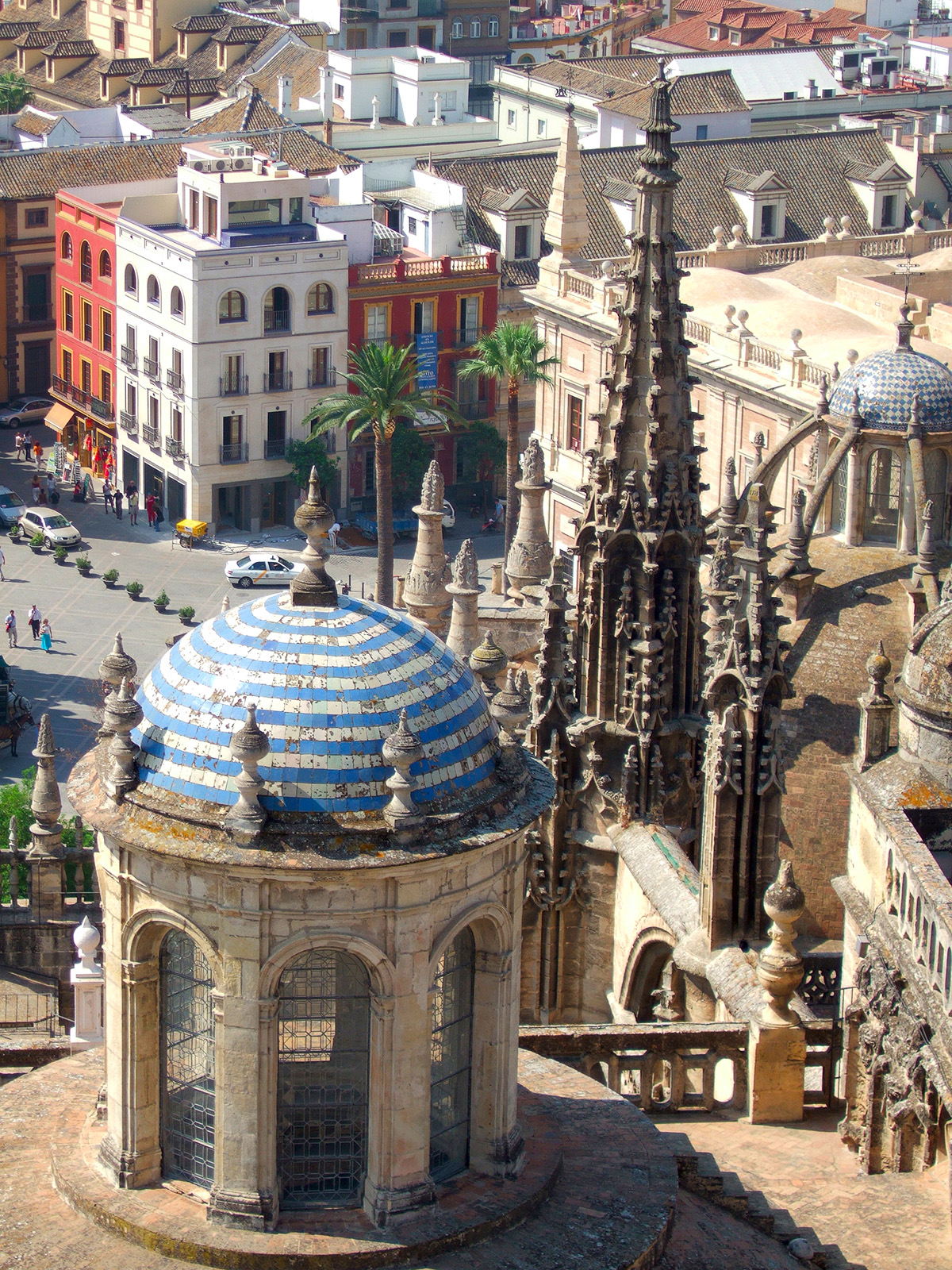
فانوس على شكل قبة في كاتدرائية إشبيلية التي تعود للقرن السادس عشر، الأندلس، إسبانيا

فانوس السقف هو عنصر معماري مصمم لتوفير الإضاءة الطبيعية للمساحات الداخلية. وهو جزء مدمج من سقف أكبر يتيح دخول ضوء النهار إلى الغرف أو المساحات الواقعة تحته. في الاستخدام الحديث، يُعتبر الفانوس السقفي هيكلًا معماريًا متكاملًا ضمن تصميم السقف، يهدف إلى تحسين الإضاءة الطبيعية وإضفاء طابع جمالي على المبنى.
يشير مصطلح فانوس السقف في العمارة الغربية عادةً إلى السقف الخاص بهيكل الفانوس الذي يسمح بدخول الضوء الطبيعي. أما في العمارة الهندية، خاصة البوذية والتي امتدت إلى آسيا الوسطى وشرق الصين، فإن له معنى مختلفًا تمامًا. فهو يشير إلى سقف يشبه القبة، يُبنى باستخدام مجموعات من أربعة عوارض مستقيمة مرتبة فوق بعضها البعض بشكل متناقص، حيث تدور كل مجموعة قليلاً عن التي تسبقها، مكونة تصميمًا مميزًا. عادةً ما يكون هذا النوع من "الفوانيس" مغلقًا تمامًا ولا يسمح بدخول أي ضوء، مما يعكس وظيفة جمالية ورمزية أكثر من كونه مصدرًا للإضاء. 
يُستخدم مصطلح "فانوس السطح" أحيانًا للإشارة إلى المصابيح الموجودة على أسطح سيارات الأجرة في اليابان. هذه المصابيح مستوحاة من الفوانيس الورقية اليابانية التقليدية، حيث تم تصميمها لتعكس التراث الثقافي الياباني بأسلوب حديث. تُضفي هذه المصابيح لمسة فنية فريدة، تجمع بين الوظيفة العملية والجماليات التراثية

## تاريخ
تم تطوير الفانوس الزجاجي في العصور الوسطى، ومن أبرز الأمثلة التاريخية عليه الفانوس الموجود أعلى برج المثمن في كاتدرائية إيلي بإنجلترا، والذي يعود تاريخه إلى القرن الرابع عشر. خلال عصر النهضة، استُخدمت الفوانيس السقفية المصنوعة من البناء والزجاج على نطاق واسع في تصميم الكاتدرائيات الرئيسية. وفي فرنسا وإيطاليا في القرن السادس عشر، بدأ دمج هذه الفوانيس في تصميم البيوت الزجاجية، وهي إحدى الأشكال المبكرة لهياكل البيوت الزجاجية. كانت هذه البيوت تتميز بنوافذ طويلة وأقسام سقفية زجاجية، مما أتاح زراعة أشجار الحمضيات والنباتات الأخرى خلال فصل الشتاء في المناطق ذات المناخ غير المعتدل.
بعد عصر النهضة، كانت فوانيس السقف تُصنع من الخشب والزجاج، لكنها عانت من مشكلة التسرب.
في القرنين الثامن عشر والتاسع عشر، كانت النوافذ السقفية تُصنع أساسًا من الخشب، لكنها شهدت تحولًا مع ظهور البناء المعدني خلال العصر الفيكتوري، بفضل تطور ورش الصفائح المعدنية. بحلول أواخر القرن التاسع عشر وأوائل القرن العشرين، أصبح استخدام فتحات السقف ذات الإطارات المعدنية شائعًا في المنازل الحضرية، حيث كانت تُستخدم غالبًا لإضاءة قاعات الدرج المغلقة. أما في المنازل الأكثر تفصيلاً خلال تلك الفترة، فقد تطور تصميم نافذة السقف التقليدية إلى أشكال أكثر تعقيدًا، مثل القباب أو أبراج السقف المصغرة، التي عكست طراز الشرفات الزجاجية وأظهرت شغفًا بتصاميم فوانيس السقف الجمالية 

## الوقت الحاضر
تستفيد الفوانيس الحديثة من التطورات في تقنيات التزجيج والختم، إلى جانب استخدام الزجاج المعزول عالي الأداء والمواد المانعة للتسرب. هذه الابتكارات تقلل بشكل كبير من فقدان الطاقة وتوفر مقاومة فعّالة للماء، على غرار النوافذ السماوية التقليدية. عادةً ما تُصنع فوانيس السقف من الخشب، أو بولي كلوريد الفاينيل، أو الألومنيوم، أو مزيج من هذه المواد، مما يضمن المتانة والكفاءة مع الحفاظ على التصميم الجمالي.
تُعد فوانيس السقف ميزة معمارية فريدة، تميزها عن النوافذ السقفية المصنعة تجاريًا من خلال تصميمها المخصص الذي يوفر إطلالات خاصة على الهواء الطلق. في المنازل السكنية، يتم عادةً إنشاء فوانيس السقف باستخدام مزيج من المقاطع المثلثة والشبه منحرفة، يتم تثبيتها داخل إطار من بولي كلوريد الفاينيلأو الألومنيوم. [4] تتميز معظم الفوانيس السقفية في المملكة المتحدة بأنماط معمارية تقليدية، بينما في الولايات المتحدة، حيث يُستخدم مصطلح "فتحة السقف المخصصة" بشكل شائع، فإن الأنماط الحديثة من الفوانيس السقفية أيضًا تحظى بشعبية في لغة البناء المعاصرة

## معرض الصور

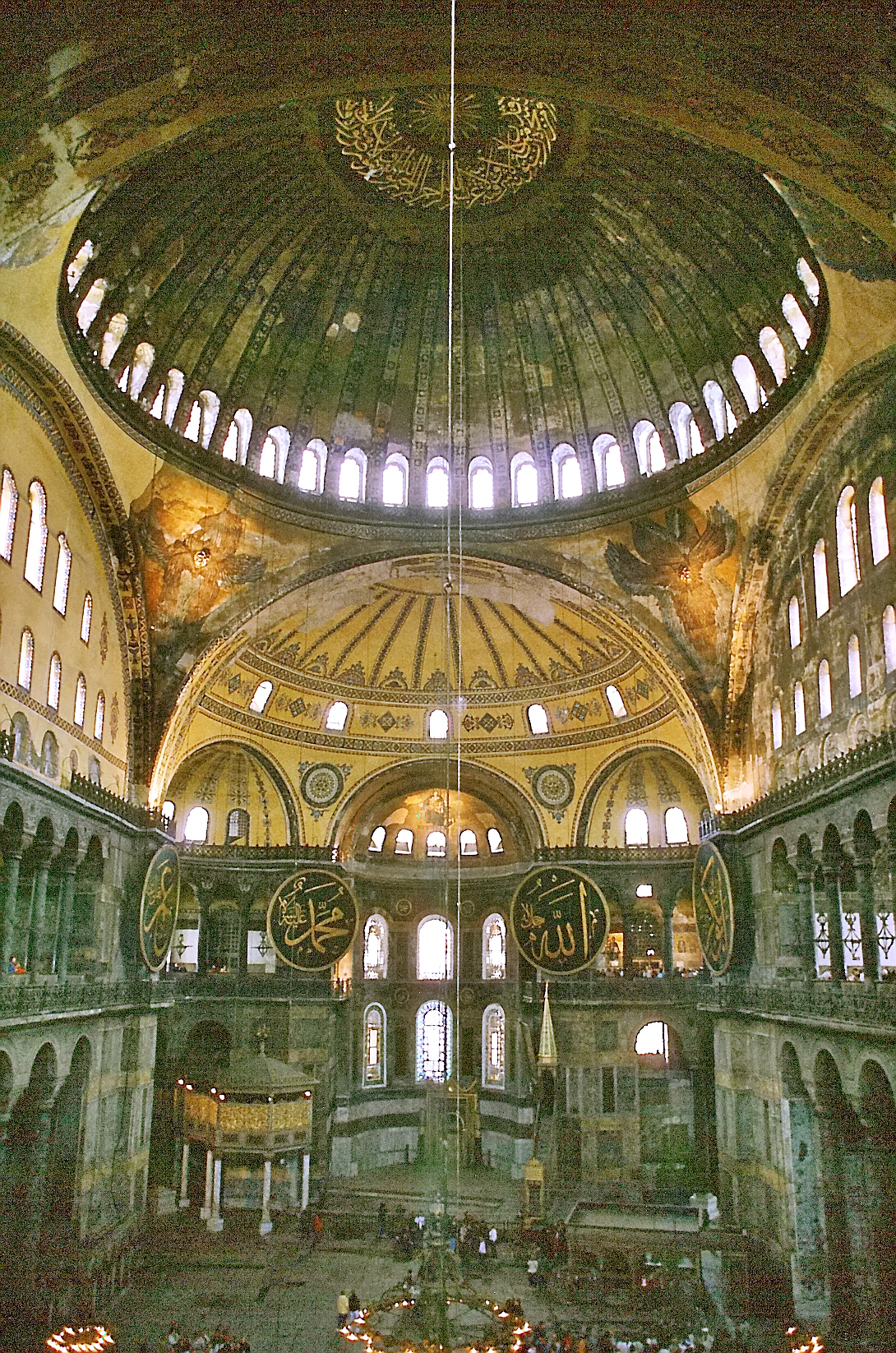
القبة العلوية لآيا صوفيا التي يعود تاريخها إلى القرن السادس تعمل كمصباح سقف
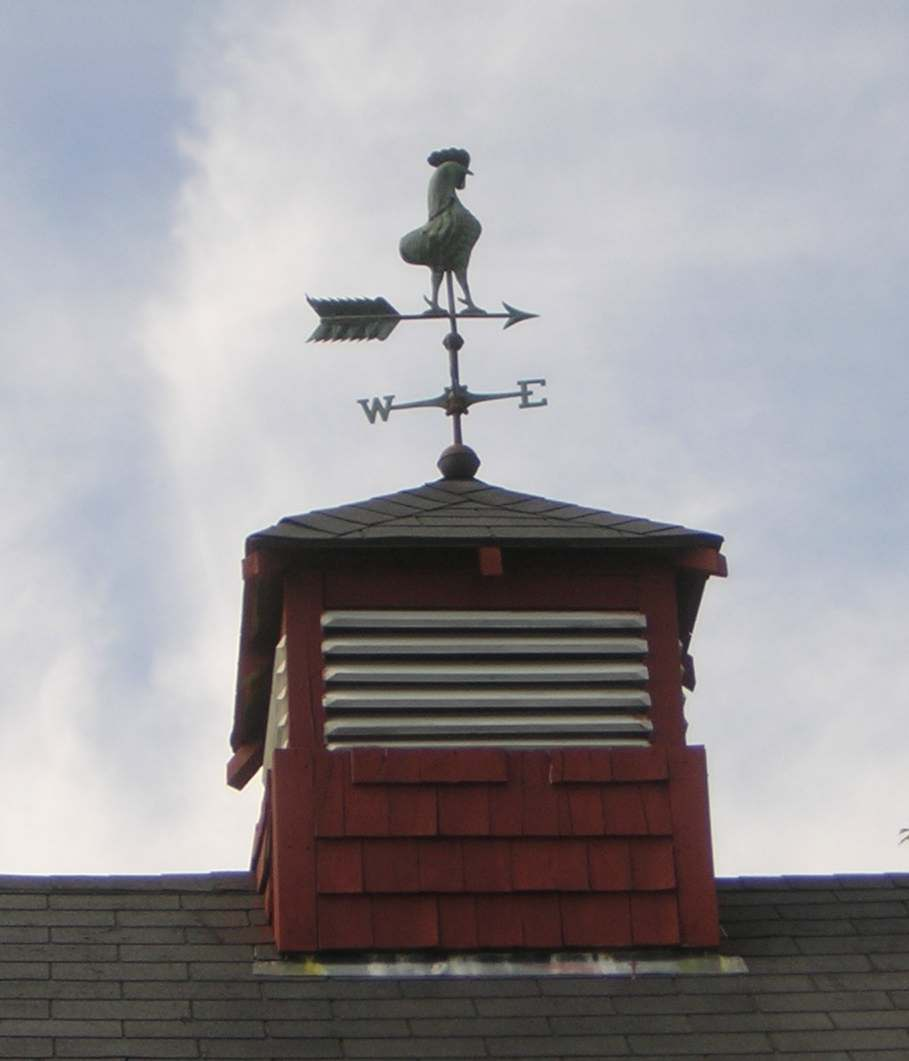
كما تم استخدام الفوانيس السقفية في بعض الحظائر القديمة للتهوية.
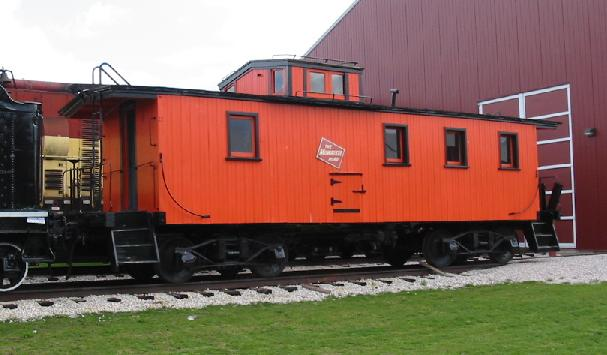
كابينة على شكل قبة مع "مقعد ملاك" في الأعلى